# Робби
«Робби» (англ. Robbie) — первый научно-фантастический рассказ Айзека Азимова о роботах, который он начал писать 10 июня 1939 года. Впервые был опубликован в сентябре 1940 года в журнале Super Science Stories под названием «Странная нянька» (англ. Strange Playfellow). Название выбрал редактор журнала Фредерик Пол; сам Азимов охарактеризовал название «безвкусным». Отредактированная версия Робби была издана под оригинальным названием Азимова в сборниках «Я, Робот» (англ. I, Robot, 1950), «Совершенный робот» (англ. The Complete Robot, 1982) и «Мечты робота» (англ. Robot Visions, 1990). Робби стал четырнадцатым рассказом, написанным Азимовым, и девятым опубликованным. Также рассказ вошёл в цикл рассказов о роботах «Детектив Элайдж Бейли и робот Дэниел Оливо» — первым среди опубликованных рассказов Азимова о роботах.

## Сюжет
Действие рассказа происходит в 1998 году. В новостях (Таймс) обсуждается полет Лефебра-Иошиды с лунной станции на Марс. Люди перемещаются на автожирах (как частных, так и используемых в качестве воздушных такси) и самолетах, пользуются подводными лодками и пароходами. Робби — немой металлический робот-нянька одного из первых поколений позитронных роботов, который присматривает за маленькой Глорией. Девочка очень любит свою няньку и относится к нему как к одушевлённому существу. Под давлением растущих в обществе настроений против содержания роботов в семьях родители Глории Джордж и Грейс Вестон, несмотря на её протесты, избавляются от Робби, пытаясь отвлечь внимание девочки щенком овчарки колли.
Девочка не может забыть своего друга и очень переживает. Отец Глории решает, что если она посетит сборочный цех корпорации U.S. Robots and Mechanical Men, Inc. в Нью-Йорке, то она поймёт, что это всего лишь кусок железа. Во время экскурсии Глория случайно встречает Робби и он спасает жизнь бросившейся к нему девочки, благодаря реакции, которая может быть только у робота. Мать не выдерживает и позволяет жить Робби у них в доме, пока его не съест ржавчина.
В рассказе упомянут 1-й закон робототехники, согласно которому робот не может причинить вреда человеку.